# Mülheim (Ruhr) Hauptbahnhof
Mülheim (Ruhr) Hauptbahnhof (kort: Mülheim (Ruhr) Hbf) is het hoofdstation of centraal station van de Duitse stad Mülheim an der Ruhr, in de Duitse deelstaat Noordrijn-Westfalen. Het station werd in 1866 geopend. Het station ligt aan de spoorlijnen Mülheim-Styrum - Bochum, Duisburg-Ruhrort - Essen en Krefeld - Bochum.
Onder de naam Mülheim an der Ruhr Hbf is het ook een metrostation van de Stadtbahn.

## Treinverbindingen
| Serie       | Treinsoort                          | Route | Bijzonderheden                                                                     |
| ----------- | ----------------------------------- | --- | ---------------------------------------------------------------------------------- |
| RE 1 (RRX)  | Regional-Express (National Express) | Aachen Hbf – Stolberg (Rheinl) Hbf – Eschweiler Hbf – Düren – Köln Hbf – Düsseldorf Hbf – Duisburg Hbf – Mülheim (Ruhr) Hbf – Essen Hbf – Dortmund Hbf – Hamm (Westf)                                | NRW-Express                                                                        |
| RE 2        | Regional-Express (DB Regio NRW)     | Osnabrück Hbf – Münster Hbf – Recklinghausen Hbf – Wanne-Eickel Hbf – Gelsenkirchen Hbf – Essen Hbf – Mülheim (Ruhr) Hbf – Duisburg Hbf – Düsseldorf Hbf                                             | Rhein-Haard-Express                                                                |
| RE 6 (RRX)  | Regional-Express (National Express) | Köln/Bonn Luchthaven – Köln Hbf – Neuss Hbf – Düsseldorf Hbf – Duisburg Hbf – Mülheim (Ruhr) Hbf – Essen Hbf – Bochum Hbf – Dortmund Hbf – Hamm Hbf – Gütersloh Hbf – Bielefeld Hbf – Minden (Westf) | Rhein-Weser-Express                                                                |
| RE 11 (RRX) | Regional-Express (National Express) | Düsseldorf Hbf – Duisburg Hbf – Mülheim (Ruhr) Hbf – Essen Hbf – Bochum Hbf – Dortmund Hbf – Hamm (Westf) Hbf – Paderborn Hbf – Warburg (Westf) – Kassel-Wilhelmshöhe                                | Rhein-Hellweg-Express Rijdt elke twee uur tussen Paderborn en Kassel-Wilhelmshöhe. |
| RE 42       | Regional-Express (DB Regio NRW)     | Mönchengladbach Hbf – Viersen – Krefeld Hbf – Duisburg Hbf – Mülheim (Ruhr) Hbf – Essen Hbf – Gelsenkirchen Hbf – Wanne-Eickel Hbf – Recklinghausen Hbf – Münster (Westf) Hbf                        | Niers-Haard-Express                                                                |
| RB 33       | Regionalbahn (DB Regio NRW)         | Aachen Hbf – Herzogenrath – Lindern – / [ Heinsberg (Rheinl) ] Rheydt Hbf – Mönchengladbach Hbf – Viersen – Krefeld Hbf – Rheinhausen – Duisburg Hbf – Mülheim (Ruhr) Hbf – Essen Hbf                | Rhein-Niers-Bahn Trein splitst en combineert in Lindern.                           |
| S 1         | S-Bahn (DB Regio NRW)               | Solingen Hbf – Düsseldorf Hbf – Düsseldorf Luchthaven – Duisburg Hbf – Mülheim (Ruhr) Hbf – Essen Hbf – Bochum Hbf – Dortmund Hbf                                                                    |                                                                                    |
| S 3         | S-Bahn (DB Regio NRW)               | Oberhausen Hbf – Mülheim (Ruhr) Hbf – Essen Hbf – Hattingen (Ruhr) Mitte |                                                                                    |

## Stadtbahn-lijnen

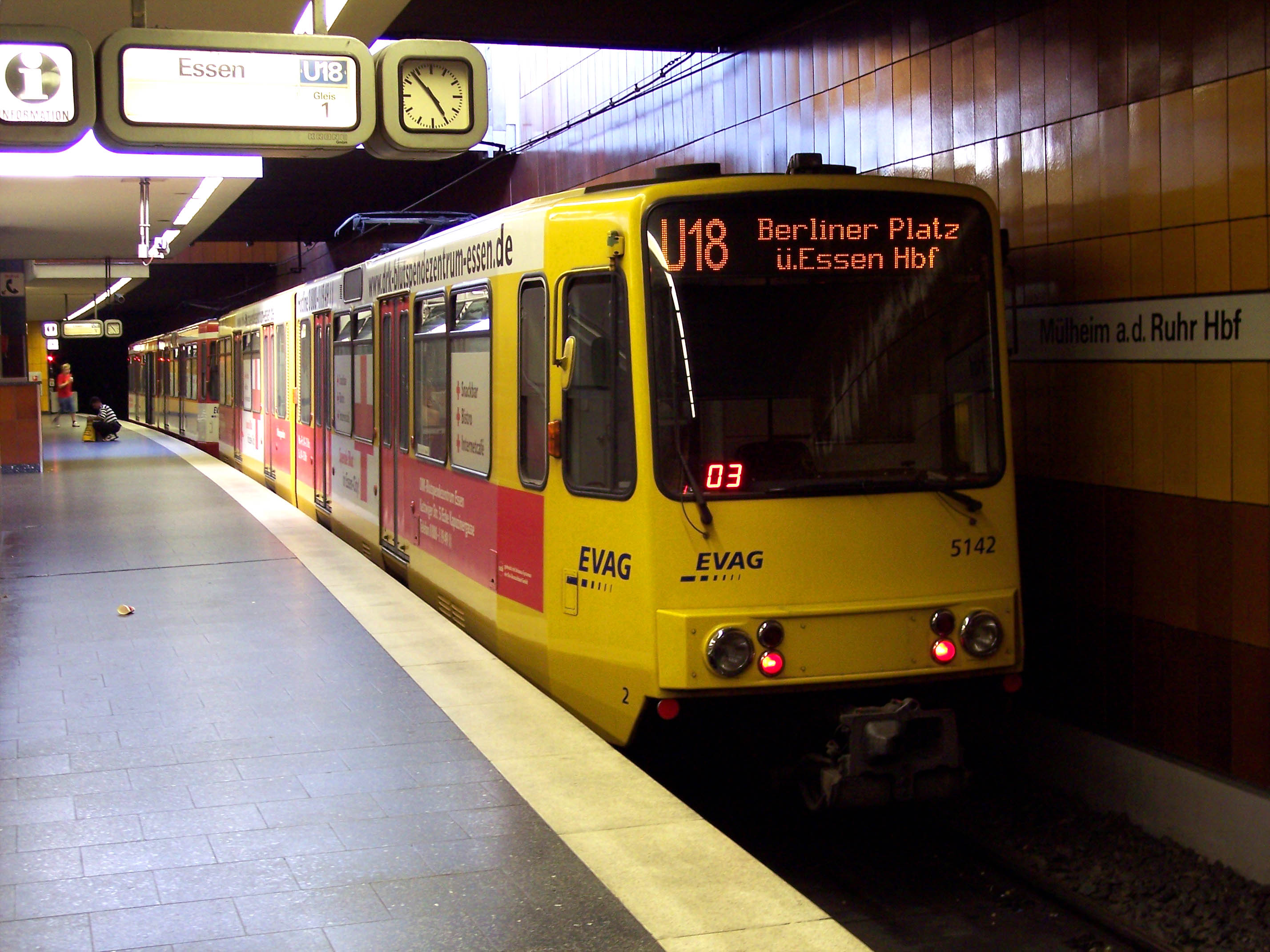
Metrostation Mülheim an der Ruhr Hbf van de Stadtbahn van Mülheim

| Lijn | Route | Jaar van inbedrijfstelling | Stations (ondergrondse stations) |
| ---- | --- | -------------------------- | -------------------------------- |
| U18  | Mülheim an der Ruhr Hbf – Heißen Kirche – Rhein-Ruhr-Zentrum – Hobeisenbrücke – Hauptbahnhof (U) – Hirschlandplatz – Berliner Platz | 1977 - 1981                | 17 (10)                          |